# کینتانییا سان گارسیا
کینتانییا سان گارسیا (به اسپانیایی: Quintanilla San García) یک شهرستان در اسپانیا است.